# Liptál (zámek)
Zámek Liptál stojí ve středu obce Liptál u Vsetína. Menší barokní zámek byl postaven majiteli místního panství na místě starého fojtství. Stalo se tak patrně koncem 17. století za Lindenbergů či Sedlnických z Choltic. Roku 1710 získali panství Kopenicové, kteří vlastnili Liptál do roku 1790. V roce 1930 se vlastníkem liptálského statku a zámku stal hrabě Brandenstein-Zeppelin. Jako německému státnímu příslušníkovi mu byl zámek po skončení 2. světové války v roce 1945 zkonfiskován ve prospěch obce.
Dvojkřídlý empírový patrový zámek s barokním jádrem, mansardovou střechou a vstupním rizalitem ve dvorním traktu hlavního křídla stojí nad soutokem potoka Rokytenky a Syrákovky. V severním průčelí zámku je erb hraběte Jana Františka ze Stommu. Před zámkem se rozkládá pozůstatek přírodně krajinářského parku z počátku 19. století, který je volně přístupný. Součástí zámku byla i obora s bažantnicí (zbytky sloupů tvořící oplocení jsou k nalezení dodnes) a bažantnice (jejíž základy jsou taktéž snadno rozpoznatelné). Zámek, který je chráněn jako kulturní památka České republiky, je dnes sice většinu času uzavřen ovšem během mezinárodních folklorních slavností Liptálské slavnosti v něm probíhají výstavy (květiny, historická technika) a vernisáže fotografií. Zámek nyní každých co několik měsíců pořádá prohlídky s postavami v dobových kostýmech. Aktuálně probíhá veřejná sbírka na opravu střechy což je první krok k celkové rekonstrukci zámku k němuž má obec již vypracován a na obecním úřadu zveřejněn i model jak zámku tak i uprav okolí. V druhé polovině minulého století se v zámku nacházela knihovna a v přízemí prodejna oděvu a obuvi a to i přes vysokou vlhkost. Dále se v budově nacházela místnost využívaná klubem modelářů letadel. Okolo roku 2010 bylo plánováno že se ze zámku stane domov pro lidi s Alzheimerovou chorobou ovšem z tohoto finančně náročného projektu sešlo a nyní se zámek postupně vrací do co nejpůvodnější podoby.